# المسيجد (القبيطة)

تعديل مصدري - تعديل

المسيجد هي إحدى قرى عزلة كرش بمديرية القبيطة التابعة لمحافظة لحج، بلغ تعداد سكانها 148 نسمة حسب تعداد اليمن لعام 2004.